# Ponzano Veneto
Ponzano Veneto es una localidad y comune italiana de la provincia de Treviso, región de Véneto, con 12.469 habitantes.

## Evolución demográfica
| Gráfica de evolución demográfica de Ponzano Veneto entre 1861 y 2011 |
|                                                                      |
| Fuente ISTAT - elaboración gráfica de Wikipedia                      |